# Constantin von Dietze
Friedrich Carl Nicolaus Constantin von Dietze (né le 9 août 1891 à Gottesgnaden, mort le 18 mars 1973 à Fribourg-en-Brisgau) est un ingénieur agronome, résistant au nazisme et figure de l'Église protestante en Allemagne.

## Biographie
Constantin von Dietze est un petit-fils d'Adolph von Dietze. Von Dietze a en 1909 l'abitur à Schulpforta, puis étudie le droit et les sciences politiques à Cambridge, Tübingen et Halle-sur-Saale. Après son premier examen juridique en 1912, il devient commis aux tribunaux de district de Staßfurt et de Breslau. Durant la Première Guerre mondiale, il est lieutenant uhlan sur le front oriental et prisonnier par la Russie. En 1918, il réussit à s'échapper. Il est d'abord interprète en russe, anglais et français. En 1919, il obtient son doctorat en sciences politiques à Breslau. Il est ensuite employé à l’Institut de recherche pour l’agriculture et l’installation à Berlin sous l’égide de son superviseur de doctorat, l'économiste Max Sering, qui lui accorde aussi l'habilitation universitaire en 1922.
Von Dietze enseigne l'agronomie à Göttingen en 1924, est conférencier invité à Rostock en 1925. En 1927, il devient professeur titulaire à Iéna ; en 1933, il est nommé à l'université Frédéric-Guillaume de Berlin.
Après l'arrivée au pouvoir d'Adolf Hitler, von Dietze devient un membre actif de l'Église confessante à Potsdam. En 1934, son église régionale l'élit pour la fraternité nationale.
En novembre 1936, les autorités veulent le transférer de force à Iéna ; il parvient d'abord à l'éviter. En raison de l'influence national-socialiste dans l'université de Berlin, il s'installe toutefois à l'été de 1937 à l'université de Fribourg-en-Brisgau. Lorsqu'il rend visite à sa famille à Potsdam en juillet de la même année, il est arrêté pour son activité au sein de l'Église confessante et est accusé d'avoir perturbé un service religieux. L'accusation est ensuite abandonnée.
À Fribourg, von Dietze et deux collègues, les économistes Adolf Lampe et Walter Eucken, fondent une communauté de travail et de discussion baptisée "Groupe de travail Erwin von Beckerath". Y participent des membres de la résistance, notamment Carl Friedrich Goerdeler. Fin 1942, opposés à la politique nazie, ils préparent la rénovation de l’Allemagne après l’effondrement du nazisme. Au courant de la Shoah en cours, ils continuent de la commenter en des termes manifestant leur antisémitisme, avec le chapitre « Propositions pour la solution de la question juive en Allemagne ». Auteur du chapitre, Constantin von Dietze, note qu’après la guerre, les lois antijuives seront abolies et « le nombre de Juifs survivants et revenant en Allemagne ne sera pas si important qu’ils pourraient encore faire figure de danger pour le Volkstum allemand ». En 1943, Dietrich Bonhoeffer encourage les habitants de Fribourg à rédiger un mémorandum secret sur la réorganisation de l'Allemagne sur la base de la conscience chrétienne. À Fribourg, von Dietze collabore avec Gerhard Ritter.
En raison de sa coopération dans le cadre de ce mémorandum et de ses contacts avec Bonhoeffer et Goerdeler, Dietze est arrêté en septembre 1944 dans le cadre de l'Aktion Gitter et accusé de trahison et de haute trahison. Il passe notamment par le camp de concentration de Ravensbrück et enfin dans la cellule de la prison de Moabit, à Berlin. Il est l’un des rares prisonniers politiques à ne pas avoir été exécuté à Plötzensee, mais est libéré dans les derniers jours de mai 1945.
De retour à Fribourg le 17 juin 1945, il reprend immédiatement ses cours à l’université et est recteur de 1946 à 1949. Il est aussi directeur de l'Institut des sciences agricoles. À ce titre, il dirige les travaux du groupe allemand de la Conférence Internationale des Économistes Agricoles. Von Dietze fonde une société de recherche sur la politique agricole et la sociologie agricole, dont il est resté président jusqu'à sa mort.
En 1948, la faculté de théologie de l'université de Göttingen nomme von Dietze docteur honoris causa en théologie en reconnaissance de son engagement en faveur de la vie chrétienne et de l'éthique dans le secteur économique. En 1950, il est membre du conseil consultatif du ministère fédéral de l'Alimentation, de l'Agriculture et des Forêts. Le synode de l'Église évangélique en Allemagne le nomme président de 1955 à 1961. En 1958, il reçoit la croix de commandeur puis en 1961 la croix de grand officier de l'ordre du Mérite de la République fédérale d'Allemagne.